# Port sec
Un port sec (ou dry port en anglais) est une plate-forme de correspondance de transport intermodal directement connecté par route ou par chemin de fer à un port maritime, et fonctionnant comme un centre de transbordement de cargaisons maritimes vers des destinations à l'intérieur des terres.
En plus de leur rôle de transbordement des cargaisons, les ports secs peuvent aussi inclure des installations de stockage et de regroupement des marchandises, des centres de maintenance pour les transporteurs routiers ou ferrés et des services de dédouanement. L'emplacement de ces installations au niveau d'un port sec permet de gagner de l'espace pour le stockage et les services douaniers au niveau du port maritime lui-même.

## Ports secs en Afrique
- - Casablanca, Maroc (MITA - ONCF)
- - Marrakech, Maroc (Port Sec Sidi Ghanem - ONCF)
- - Fes, Maroc (Port Sec Bensouda - ONCF)
- - Alger, Algérie (plusieurs ports secs, par exemple: El-Hamiz, Sidi-Moussa)
- - Oran, Algérie (deux ports secs, CMA-CGM et MTA)
- - Tixter, Algérie
- - Viana, Angola
- - Mojo, Éthiopie[1]
- - Semera, Éthiopie[1]
- - Bobo Dioulasso, Burkina Faso (plusieurs ports secs)
- - Ferkessédougou, Côte d'Ivoire (à partir de 2024[2])
- - Kaduna, Nigéria[3]

En juin 2020, l'Algérie annonce la fermeture progressive de ses 22 ports secs pour « non-respect des normes et conditions requises ». Le port sec de Tixter est rouvert en mars 2025.

## Ports secs en Asie
- - Delhi, Inde
- - Kanpur, Inde
- - Sirsiya, Népal
- - Khorgos, Chine Le port sec est 65% chinois, 35% kazakh[6]
- - Multan, Pakistan
- - le nouveau port sec multimodal de Sialkot International Container Terminal Limited [SICTL]
- - Sialkot, Pakistan
- - Lahore, Pakistan
- - Larkana, Pakistan
- - Hyderabad, Pakistan
- - Islamabad, Pakistan
- - Quetta, Pakistan
- - Peshawar, Pakistan
- - Faisalabad, Pakistan
- - Riyadh, Arabie saoudite
- - Port sec d'Aitken Spence à Mabole, Sri Lanka
- - Cikarang, Java occidental, Indonésie
- - Waru, Java oriental, Indonésie
- - Port sec de TengLay, Phnom Penh, Cambodge

## Ports secs en Europe
- Belgique : Terminal container d'Athus

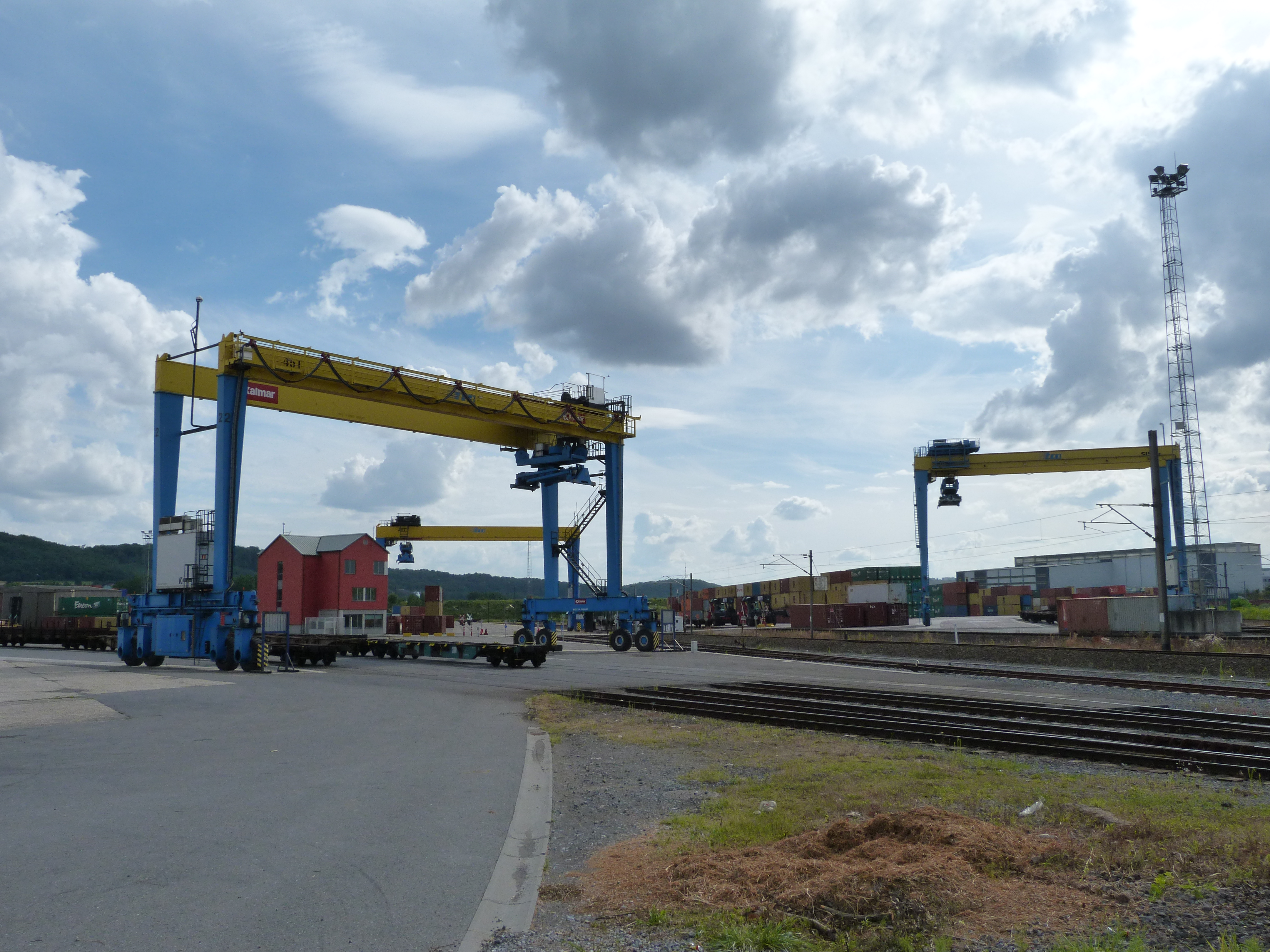
Le Terminal container d'Athus, au tripoint Belgique-France-Luxembourg.

- Lituanie : Terminal intermodal de Vilnius.
- Luxembourg : Terminal intermodal de Bettembourg[7]
- Russie : Modul Terminal Poulkovo, Saint-Pétersbourg.
- Russie : Modul Ioujni, Saint-Pétersbourg.

## Ports secs en Amérique Latine
- - Port intérieur de Guanajuato - Silao, Mexique - Port sec le plus important d'Amérique Latine
- -  Los Andes, Chili
- - Brasilia, Brésil

## Ports secs en Amérique du Nord
- - CentrePort Canada, Winnipeg, Canada
- - Global Transportation Hub, Regina, Canada
- - Port Alberta, Edmonton Capitale, Canada
- - Ashcroft Terminal, Ashcroft, Canada
- - Port de Memphis, Memphis, États-Unis